# アブディリザク・ハジ・フセイン
アブディリザク・ハジ・フセイン（英語: Abdirizak Haji Hussein; ソマリ語: Cabdirisaaq Xaaji Xuseen; アラビア語: عبد الرزاق حاجي حسين）は、ソマリアの外交官、政治家。1964年6月14日から1967年7月15日までソマリアの首相を務めた。1975年から1980年初頭まで、ソマリアの国連大使も務めた。ソマリア建国当時の与党ソマリ青年同盟 (SYL) の事務局長でもあり、主導的な役割を果たした。死去時点で娘2人と息子1人がいた。なお、ソマリ族（あるいはイスラーム圏）の慣例通り、ハジ・フセインは姓ではなく、ハジは父の名、フセインは祖父の名である。

## 出生
アブディリザクは1924年、ソマリア中部ムドゥグ州のガルカイヨで生まれた。氏族はダロッドのハルティ支族のマジェルテン。アブディリザクの父、ハジ・フセイン・アトシュ (Hajji Hussein Atosh) はイスラーム教の権威であり、アブディリザクは父からコーランを学んだ。その後はほぼ独学で、イタリア語と英語を習得した。
1942 年から 1949 年まで、アブディリザクはイギリス軍管理局で通訳などをした。イタリア信託統治領ソマリアでも事務員を務めた。1944年にソマリ青年同盟 (SYL) に加盟。1950年、政治犯として6カ月間投獄された。
1954年に行われたソマリア初の地方選挙で地元ガルカイヨの評議員となった。1955年6月、アブディリザクはSYLを代表して国連に派遣され、独立嘆願書を提出した。数か月後、党の事務局長に選ばれ、1959年にはヌガル県代表の国会議員となった。この期間、高等法経済研究所 (the Higher Institute of Law and Economics) の学長も務め、のちに大学学長となった。
1960年、ソマリアが独立すると、ウスマン大統領、シェルマルケ首相の下で1962年まで内務長官を務めた。さらに1962年から1964年まで、公共事業通信長官を務めた。

## ソマリア首相
アブディリザクが属する政党ソマリ青年同盟 (SYL) は、1963年11月の全国自治体選挙で74%の議席を獲得。さらに1964年3月のソマリア独立後初の議会選挙でも123議席中69議席と過半数を占めた。残りの54議席は小政党に分散していたため、圧倒的な第1党となった。ウスマン大統領はシェルマルケ首相に代えて、アブディリザクを首相に指名した。
ところでソマリ族は、氏族を重視する民族である。必然的に、異なる氏族同士は対立しがちであり、ソマリ族が大きな組織を作る場合には氏族のバランスが重要となる。氏族は細かく分かれているが、大きくはハウィエ、イサック、ダロッドが3大氏族であり、それに加えてラハンウェイン、ディル、その他小数氏族がある。ソマリ族の多くは遊牧民のため、それぞれの氏族にはっきりとした定住地域は決まっていないが、ソマリア国内に限定すれば、イサックとダロッドがおおむね北部に住み、ハウィエとラハンウェインが南部に住む傾向がある。新生ソマリア共和国で重要な役割は、大統領、首相、国会議長であったので、この3職は氏族を分けるのが好ましいと考えられていた。
ウスマン大統領はハウィエ氏族の出身であり、シェルマルケ前首相はダロッド氏族、前国会議長のカリブはイサック氏族の出身だったので、この時はバランスが取れていた。新国会で選出されたオブシエ議長は前議長と同じイサック氏族だった。しかしアブディリザクはウスマン大統領と同じダロッド氏族だったので、これはバランスを欠いた人事となってしまった。しかもアブディリザク首相は能力重視で組閣したため、前内閣からの留任長官は2人にとどまり、ほぼ総入れ替えとなった。ソマリア北部のポストも2人から5人に増え、その分だけ南部のポストが減り、氏族のバランスが変化した。
一方で、政策の対立もあった。政府は内政の充実を重視していたが、議会の多数派は国内外のソマリ族を統合する構想、いわゆる「大ソマリア主義」の実現を重視した。実はソマリア共和国は、ソマリ族居住地域の一部にすぎず、隣国のエチオピア、ケニア植民地（現ケニア）、フランス領アファル・イッサ（現ジブチ）などに広く分布していた。ソマリア共和国は大国の思惑によってソマリ族居住地域から部分的に切り取られた風でもあったため、これら地域を統合した真のソマリア国を建設すべきだという主張が大ソマリア主義であった。特に隣国エチオピアのオガデンは、ソマリア独立前にソマリアに組み込もうという構想もあった。
内閣の閣僚は議会の承認を受ける必要があった。SYLの48名は内閣を承認したが、前述のような背景があったため、SYLの33名と野党からSYLに合流した17名の合計50名が反対し、アブディリザク内閣は2票差で否認された。
ウスマン大統領は投票結果を無視し、再びアブディリザクを首相に指名した。ウスマン大統領とアブディリザクは、反対派4名を翻意させ、さらに野党から閣僚3名を加え、与党から1名を外すことにより、賛成多数で承認させることに成功した。

## 首相解任とクーデター
1967年にソマリア大統領選があり、ウスマン大統領とシェルマルケ前首相の争いとなった。ウスマン大統領は内政、シェルマルケ前首相は大ソマリア主義を公約として、結局シェルマルケが当選した。シェルマルケ大統領は首相にイサック氏族のイブラヒム・エガルを指名し、アブディリザクは首相を退職した。
1969年、シェルマルケ大統領は暗殺され、まもなく陸軍准将でダロッド族のバーレがクーデターを起こして大統領に就いた。アブディリザクは政治犯となり、1969年から1973年4月まで投獄された。
1974年、アブディリザクは国連大使に任命され、1979年まで務めた。

## ソマリア内戦
バーレ大統領は1977年にエチオピアに侵攻し、いわゆるオガデン戦争が始まった。これは1988年に失敗に終わった。
1990年、バーレ大統領はハウィエ族のアイディード将軍率いる軍閥にに追放され、ソマリアは内戦状態となった。アブディリザクは内戦中に何度か小規模な争いを仲裁している。
2000年、欧米諸国の協力で内戦終結を目的としたソマリア暫定国民政府が建てられた。2001年5月6日、暫定国民政府はアブディリザクを首班とした国家和解・財産解決委員会 (Reconciliation and Property Settlemen, NCRPS) を設立したが、暫定国民政府外で有力だった国家和解・財産解決委員会 (SRRC) とプントランドの反対に合い、2001年7月25日にアブディリザクは辞任した。暫定国民政府は実力を伴わないまま2004年に終結し、暫定国民政府とSRRCのメンバー同士が和解してソマリア暫定連邦政府となった。暫定連邦政府は2012年に欧米も認める連邦共和国に移行した。

## 死去
アブディリザクは2014年1月31日、肺炎のため1週間入院した後、アメリカ合衆国ミネソタ州ミネアポリスで死去した。2014年2月5日、アブディリザクの遺体はいったんトルコのイスタンブールに運ばれた。ソマリアに国家葬祭委員会が設けられ、2月7日にソマリアの首都モガディシュの墓地に埋葬された。埋葬場所は初代大統領アデン・アブドラ・ウスマンの隣だった。2月7日から3日間、ソマリア政府に半旗が掲げられた。葬送式典にはソマリアの大統領、首相、国会議長が出席した。